# Bărăganu
Bărăganu est une commune du județ de Constanța en Roumanie.